# Nikolski (Alaska)
Nikolski es un lugar designado por el censo ubicado en el Área censal de Aleutianas Occidentales en el estado estadounidense de Alaska. En el Censo de 2010 tenía una población de 18 habitantes y una densidad poblacional de 0,05 personas por km².

## Geografía
Nikolski se encuentra en las coordenadas 52°59′58″N 168°44′23″O / 52.99944, -168.73972. Según la Oficina del Censo de los Estados Unidos, Nikolski tiene una superficie total de 343.91 km², de la cual 342.01 km² corresponden a tierra firme y (0.55%) 1.9 km² es agua.

## Demografía
Según el censo de 2010, había 18 personas residiendo en Nikolski. La densidad de población era de 0,05 hab./km². De los 18 habitantes, Nikolski estaba compuesto por el 5.56% blancos, el 0% eran afroamericanos, el 94.44% eran amerindios, el 0% eran asiáticos, el 0% eran isleños del Pacífico, el 0% eran de otras razas y el 0% pertenecían a dos o más razas. Del total de la población el 0% eran hispanos o latinos de cualquier raza.